# Manhattan (1979.)
Manhattan, je američki film iz 1979. redatelja Woodya Allena. 

## Radnja
Isaaca Davisa je upravo napustila supruga Jill koja je stupila u vezu s jednom ženom. Isaac tada započinje vezu sa 17-o godišnjom Tracy. Isaacov najbolji prijatelj, Yale, je u ljubavoj vezi s novinarkom Mary. On istovremeno voli i svoju suprugu i Mary i na kraju se odlučuje napustiti Mary. Isaac i Mary postaju par ali Mary i Yale se nastavljaju viđati. 

## O filmu
- Film je nominiran za dva Oscara; najbolju žensku sporednu ulogu (Mariel Hemingway) i za najbolji scenarij ali nije osvojio ni jednog Oscara.

## Uloge
- Woody Allen - Isaac Davis
- Diane Keaton - Mary Wilkie
- Michael Murphy - Yale
- Mariel Hemingway - Tracy
- Meryl Streep - Jill
- Anne Byrne Hoffman - Emily
- Karen Ludwig - Connie
- Michael O'Donoghue - Dennis

## Vanjske poveznice
- Manhattan u internetskoj bazi filmova IMDb-a